# Rocquencourt (Yvelines)
Rocquencourt korábbi község (település) Franciaországban, Yvelines megyében. 2019. január 1-jén Le Chesnay községgel egyesült és delegált községként Le Chesnay-Rocquencourt új község része lett.
Lakosainak száma 3623 fő (2018. január 1.). Rocquencourt Bailly, La Celle-Saint-Cloud, Le Chesnay, Louveciennes és Versailles községekkel határos.

## Népesség
A település népessége az elmúlt években az alábbi módon változott:
| Lakosok száma | 3216 | 3174 | 3371 | 3474 | 3623 |
|               | 2013 | 2015 | 2016 | 2017 | 2018 |